# Miha Pogačnik
Miha Pogačnik, slovenski pravnik in politik, * 1. januar 1970.
Med 3. majem 2000 in 15. junijem 2000 ter med 1. decembrom in 31. decembrom 2000 je bil državni sekretar Republike Slovenije na Ministrstvu za zunanje zadeve Republike Slovenije.